# USS Charles R. Ware (DD-865)
USS Charles R. Ware (DD-865) — есмінець типу «Гірінг» ВМС Сполучених Штатів, що перебував на службі з 1945 по 1974 рік. Після виведення з експлуатації він був затоплений як мішень у 1981 році.
Есмінець ВМС США USS Charles R. Ware (DD-865) служив кораблем-мішенню для тренувань підводних човнів біля Нью-Лондона, штат Коннектикут. 10 листопада 1947 року корабель відправився в Середземне море, і його перший тур на службу в складі 6-го флоту. Після тренувань із цією силою та заходу в порти північної Європи вона повернулася до Норфолка 11 березня 1948 року. Його наступний тур у Середземному морі відбувся у 1949 році, під час якого протягом 2 тижнів він патрулював узбережжя Леванту під керівництвом Палестинської комісії ООН з перемир’я. 

## Інтернет-ресурси
- Photo gallery at navsource.org